# Харивикрама
Харивикрама (654—695 или 303/304—360/361) — царь средневекового индианизированного бирманского государства Шрикшетра (Тарекитара), правивший в 688—695 годах. Происходил из династии Викрама, известной по нескольким эпиграфическим памятникам Центральной Мьянмы, обнаруженным на территории существования исторических государств народа пью.

## Эпиграфические данные
На рубеже нашей эры тибетско-бирманские племена пью расселились на плодородных равнинах треугольника, образованного слиянием рек Иравади и Чиндуин, и прилегающих территориях, вытеснив на юг народности, обитавшие там с эпохи палеолита. Самые ранние сведения китайских источников о пью датируются III веком, когда войска империи Хань уже какое-то время контролировали северные районы современной Мьянмы. Согласно китайским хроникам, пью торговали с соседними народами «шкурами речных свиней, одеждой, глазурованными и неглазурованными горшками». Основанные пью города-государства в VI—IX веках занимали бо́льшую часть нынешней территории Мьянмы, а самое значительное из них — Шрикшетра (Тарекитара) — упоминается в китайских летописях с IV века. Центр этого царства, город Тарекитара, располагался на берегу Иравади в районе современного города Пром в юго-западной части Мьянмы. Правители пью переняли из Индии буддизм, индуистскую и буддийскую космологию, включая приёмы сакральной архитектуры, переняли индийские концепции царской власти и законодательные своды, использовали индийские тронные имена, включавшие в себя распространённые в Индии термины викрама и варман.
В VI—VIII веках Шрикшетра стала либо самым могущественным городом-государством, либо столицей единого государства пью на территории Мьянмы. Именно к этому периоду относится правление царя Харивикрамы, принадлежавшего к династии Викрама, которую австралийский археолог Боб Хадсон предложил условно считать второй династией царей Шрикшетры. Династия известна преимущественно по надписям на больших каменных погребальных урнах, четыре из которых были обнаружены в 1912 году при раскопках некрополя за северо-западными стенами города, в 70-ти метрах к югу от ступы Паяджи. Надписи получили номера PYU003, PYU004, PYU005 и PYU006. Вторая из этих надписей гласит: «Год пятидесятый, месяц пятый, царь Сурьявикрама умер в возрасте шестидесяти четырёх лет», а в третьей надписи (PYU005) говорится следующее: «Год пятьдесят седьмой, второй месяц, двадцать четвёртый день, царь Харивикрама умер в возрасте сорока одного года, семи месяцев и девяти дней». Четвёртая надпись повествует о том, что царь Сихавикрама умер в 80-м году в возрасте 44-х лет.
В 1927—1928 годах при раскопках холма Кан Вет Хаунг около ступы Бободжи на территории Тарекитары была обнаружена безголовая статуя Будды из песчаника, на постаменте которой сохранился текст на санскрите и языке пью, повествующий об одном из эпизодов истории правителей народа пью (надпись получила номер PYU016). Одним из участников описываемых в нём событий был царь Харивикрама, которого исследователи ассоциируют с Харивикрамой надписи PYU005 на одной из погребальных урн, найденных у ступы Паяджи. В тесте говорится, что статуя воздвигнута царями Шри Джаясандраварманом (или Джайячандраварманом) и его младшим братом Шри Харивикрамой, которые правили двумя разными городами, основанными в один день их общим духовным наставником Арья Гухадхипой. Раньше братья соперничали и недолюбливали друг друга, но благодаря усилиям их наставника между Джаясандраварманом и Харивикрамой установились дружественные братские взаимоотношения. Текст заканчивается выражением надежды на вечное продолжение дружбы между двумя городами пью и её поддержание преемниками братьев-правителей. Поскольку в VII веке в той части современной Мьянмы существовало только два города-государства пью — Тарекитара и Пейктано, — было высказано мнение, что речь шла именно о их правителях, а статуя Будды с надписью на постаменте могла быть установлена в знак примирения между ними по окончании междоусобной войны.
Пятая, самая большая, каменная погребальная урна с текстом, перечисляющим царей Шрикшетры, была обнаружена в центре кирпичной ступы недалеко от храма Хпаяхтаунг при раскопках, проводившихся в 1992—1993 годах внутри городских стен Тарекитары. Этой надписи был присвоен номер PYU020. Среди семи индианизированных царских имен, перечисленных в PYU020 в определённой последовательности (которая, возможно, отражает порядок наследования престола), значится и имя царя Харивикрамы (а также имена царей Сурьявикрамы и Сихавикрамы).

## Вопросы датировки
Один из первых исследователей надписей на погребальных урнах Шрикшетры, английский историк-эпиграфист Отто Благден выдвинул гипотезу, согласно которой воцарение династии Викрама послужило точкой отсчёта нового летоисчисления, ныне известного как Бирманская эра и до сих пор используемого в современной Мьянме. Исходя из этого, учёные вычислили годы правления царей из династии Викрама согласно Нашей эре. Поскольку первый год Бирманской эры соответствует 638-му году нашей эры, 50-й год — год смерти царя Сурьявикрамы — должен соответствовать 688-му году н. э., а 57-й год — год смерти царя Харивикрамы — должен соответствовать 695-му году н. э. Поскольку Сурьявикраму принято считать непосредственным предшественником Харивикрамы на престоле Шрикшетры, год воцарения Харивикрамы соответствует году смерти Сурьявикрамы, то есть 688-му году н. э. В свою очередь, преемником Харивикрамы был Сихавикрама, умерший в 80-м году, то есть в 718 году н. э. Согласно данным археологии и результатам эпиграфического анализа первые четыре надписи на погребальных урнах были датированы периодом VI—VIII веков, что в целом подтверждает использование Бирманской эры для датировки правления царей династии Викрама. В XX веке всё это позволяло большинству историков соглашаться с мнением Отто Благдена, сформулированным в его работе 1913—1914 годов.
К началу XXI века среди исследователей Шрикшктры наметилась тенденция отхода от датировки правления династии Викрама, предложенной Благденом. Группа учёных из разных стран — А. Гриффитс, Б. Хадсон, М. Миякэ, Дж. К. Уизли — в совместной работе пришли к выводу, что одного археологического контекста недостаточно для датирования надписей Тарекитары 2-й половиной I тысячелетия. По их мнению, ни одно из утверждений об абсолютной датировке надписей Пью первым тысячелетием не может считаться установленным фактом, это касается и надписей на погребальных урнах PYU003—006 и PYU020. Палеографический анализ шрикшетрских надписей на языке пью также не может дать однозначного ответа об их датировке, поскольку графемы (акшары) письма пью на протяжении нескольких столетий практически не изменялись в своих формах.
Двуязычное содержание текста PYU016, выгравированное на постаменте статуи Будды графемами пью и северного брахми (которыми написана санскритная часть текста), всё же позволило Гриффитсу, Хадсону, Миякэ и Уизли применить палеографический метод для датирования этой надписи. По их мнению, шрифт северных брахми в надписи PYU016 должен быть датирован VI веком нашей эры (периодом между 500 и 600 годами), что ставит под сомнение предложенную О. Благденом датировку правления царя Харивикрамы (а также его предшественника и преемника) по Бирманской эре, начало которой соответствует 638 году н. э. Авторы исследования, однако, допускают, что использованные при написании PYU016 акшары северного брахми могли носить более архаичный характер по сравнению с аналогичными графемами, использовавшимися в тот же самый период на востоке и северо-востоке Индии, откуда письмо брахми, судя по всему, в своё время вместе с другими элементами индийской культуры было заимствовано народом пью. Другие современные исследователи в своих трудах также приходили к выводам о более ранней датировке надписей, содержащих сведения о царях династии Викрама. Британский археолог Дженис Старгардт датировала надписи на каменных погребальных урнах V—VI веками.
Современные бирманские историки также склонны не соглашаться с датировкой Благдена, в частности, У Сан Вин указывает на вероятные контакты царей Викрама с царями индийской династии Гупта и датирует правление Викрама началом IV — началом V веков, исходя из летоисчисления по эре Гупта (начало которой соответствует 319/320 году нашей эры). При этом Сан Вин предлагает новое прочтение надписей на погребальных урнах Тарекитары, согласно которому основателем династии Викрама был именно царь Харивикрама, умерший в 41-м году эры Гупта (360/361 год нашей эры) в возрасте 57 лет. Мнение У Сан Вина в отношении прочтения надписей на погребальных урнах и датировки правления царей Викрама по эре Гупта в целом поддержал австралийский археолог Б. Хадсон. Кроме этого, бирманским исследователем Тан Туном было высказано мнение о возможности датировки правления царей династии Викрама по эре Шака, начало которой соответствует 78 году нашей эры. Исходя из этого, Тан Тун датировал смерть царя Харивикрамы 120 годом нашей эры.